# گروسهپاخ
گروسهپاخ (به آلمانی: Großheppach) یک منطقهٔ مسکونی در آلمان است که در واین‌اشتات واقع شده‌است. گروسهپاخ ۴٬۴۸۵ نفر جمعیت دارد.